# Modena Football Club 1990-1991
Questa pagina raccoglie le informazioni riguardanti il Modena Football Club nelle competizioni ufficiali della stagione 1990-1991.

## Stagione
Nella stagione 1990-1991 il Modena neopromosso disputa il campionato di Serie B, raccoglie 36 che sono valsi il 13º posto. Sulla panchina dei canarini il riconfermato Renzo Ulivieri, che ha condotto il Modena ad una caparbia e pregevole rimonta, coronata dal mantenimento della categoria. Il girone di andata si è chiuso con i gialloblù in penultima posizione con 14 punti, poi la lunga rincorsa alla salvezza, l'ultima sconfitta la subisce nel derby di Reggio Emilia (1-0) il 24 marzo, poi infila undici partite consecutive positive, che hanno fatto agguantare al Modena, grazie al pareggio finale di Udine (1-1), il gruppetto di cinque squadre piazzate al quart'ultimo posto. Dalla classifica avulsa, stilata tra queste cinque squadre, che ha tenuto conto dei punti e della differenza reti, ottenute negli scontri diretti nel torneo, il Modena ha trovato la salvezza. Il verdetto di questa classifica è stato che il Cosenza e la Salernitana si sono giocate lo spareggio salvezza, che ha premiato i calabresi. Con la Salernitana erano già state retrocesse il Barletta, la Triestina e la Reggina. Nel girone di ritorno il Modena ha saputo raccogliere 22 punti, un punto in più del promosso Ascoli. Due gli attaccanti modenesi sugli scudi, marcatori di 9 reti in stagione, Massimo Pellegrini tutti in campionato, mentre Enio Bonaldi ne insacca 3 in Coppa Italia e 6 in campionato. Discreto il percorso del Modena in Coppa Italia, prima dell'inizio del campionato, nel primo turno ha eliminato la Reggina, nel secondo turno ha superato la Lazio vincendo (1-3) all'Olimpico, poi a novembre nel terzo turno è uscita dal torneo, lasciando al Bologna il passaggio ai quarti di finale.

## Rosa
| N. |                   | Ruolo | Calciatore           |
| -- | ----------------- | ----- | -------------------- |
|    | Italia (bandiera) | P     | Francesco Antonioli  |
|    | Italia (bandiera) | P     | Marco Ballotta       |
|    | Italia (bandiera) | C     | Andrea Bergamo       |
|    | Italia (bandiera) | A     | Enio Bonaldi         |
|    | Italia (bandiera) | C     | Giovanni Bosi        |
|    | Italia (bandiera) | A     | Alessio Brogi        |
|    | Italia (bandiera) | C     | Roberto Cappellacci  |
|    | Italia (bandiera) | D     | Flavio Chiti         |
|    | Italia (bandiera) | D     | Andrea Cuicchi       |
|    | Italia (bandiera) | D     | Mario De Rosa        |
|    | Italia (bandiera) | A     | Ferdinando Gasparini |

| N. |                   | Ruolo | Calciatore         |
| -- | ----------------- | ----- | ------------------ |
|    | Italia (bandiera) | C     | Denny Malagoli     |
|    | Italia (bandiera) | D     | Daniele Marsan     |
|    | Italia (bandiera) | D     | Luca Moz           |
|    | Italia (bandiera) | A     | Claudio Nitti      |
|    | Italia (bandiera) | D     | Cristiano Patta    |
|    | Italia (bandiera) | C     | Massimo Pellegrini |
|    | Italia (bandiera) | D     | Gianluca Presicci  |
|    | Italia (bandiera) | C     | Paolo Sacchetti    |
|    | Italia (bandiera) | D     | Stefano Torrisi    |
|    | Italia (bandiera) | C     | Giorgio Zamuner    |
|    | Italia (bandiera) | A     | Nicola Zanone      |

## Risultati

### Campionato

#### Girone di andata
| Arbitro: | Frigerio (Milano) |

|                                      |           |  |
| Cvetkovic 30’ W. Casagrande 69’, 78’ | Marcatori |  |

| Arbitro: | Dal Forno (Ivrea) |

|           |           |                                                |
| Brogi 29’ | Marcatori | 22’ (aut.) Chiti 45’ (rig.) Barone 85’ Signori |

| Arbitro: | Cinciripini (Ascoli Piceno) |

|             |           |            |
| Cuicchi 87’ | Marcatori | 57’ Traini |

| Arbitro: | Bettin (Padova) |

|                            |           |  |
| Storgato 38’ F. Marino 45’ | Marcatori |  |

| Arbitro: | Fucci (Salerno) |

|                                 |           |  |
| Gasparini 80’ M. Pellegrini 87’ | Marcatori |  |

| Arbitro: | De Angelis (Civitavecchia) |

|                        |           |                  |
| Cappellacci 67’ (aut.) | Marcatori | 15’ (rig.) Nitti |

| Arbitro: | Chiesa (Livorno) |

|             |           |  |
| Cinello 55’ | Marcatori |  |

| Arbitro: | Sguizzato (Verona) |

|  |           |                                  |
|  | Marcatori | 34’ Melchiori 72’ S. De Agostini |

| Arbitro: | Boemo (Cervignano del Friuli) |

|  |           |                   |
|  | Marcatori | 50’ M. Pellegrini |

| Arbitro: | Boggi (Salerno) |

|  |           |                        |
|  | Marcatori | 67’ (aut.) Cappellacci |

| Arbitro: | Bazzoli (Merano) |

|                        |           |             |
| Tovalieri 6’, 22’, 37’ | Marcatori | 16’ Bonaldi |

| Arbitro: | Bruni (Arezzo) |

|                   |           |                     |
| M. Pellegrini 14’ | Marcatori | 24’ (rig.) Masolini |

| Arbitro: | Trentalange (Torino) |

|               |           |            |
| Ceramicola 9’ | Marcatori | 8’ Bonaldi |

| Arbitro: | Rosica (Roma) |

|                   |           |  |
| D. Pellegrini 15’ | Marcatori |  |

| Arbitro: | Magni (Bergamo) |

|                                    |           |  |
| M. Pellegrini 48’ P. Sacchetti 73’ | Marcatori |  |

| Arbitro: | Cardona (Milano) |

|  |           |                             |
|  | Marcatori | 42’ Brogi 90’ M. Pellegrini |

| Modena 6 gennaio 1991 17ª giornata | Modena               | 0 – 0 | Reggina | Stadio Alberto Braglia\| Arbitro: \| Trentalange (Torino) \| |
| Arbitro:                           | Trentalange (Torino) |       |         |                                                              |

| Arbitro: | Scaramuzza (Mestre) |

|                         |           |  |
| Favalli 59’ Dezotti 77’ | Marcatori |  |

| Arbitro: | Quartuccio (Torre Annunziata) |

|                   |           |                     |
| M. Pellegrini 22’ | Marcatori | 74’ (aut.) Presicci |

#### Girone di ritorno
| Arbitro: | Chiesa (Livorno) |

|                   |           |                                   |
| M. Pellegrini 81’ | Marcatori | 34’ (aut.) Antonioli 88’ Spinelli |

| Arbitro: | Bruni (Arezzo) |

|               |           |  |
| T. Napoli 88’ | Marcatori |  |

| Messina 10 febbraio 1991 22ª giornata | Messina         | 0 – 0 | Modena | Stadio Giovanni Celeste\| Arbitro: \| Monni (Sassari) \| |
| Arbitro:                              | Monni (Sassari) |       |        |                                                          |

| Arbitro: | Scaramuzza (Mestre) |

|                               |           |  |
| Bonaldi 21’ M. Pellegrini 67’ | Marcatori |  |

| Arbitro: | Boemo (Cervignano del Friuli) |

|               |           |                  |
| Benarrivo 69’ | Marcatori | 74’ P. Sacchetti |

| Arbitro: | Fabricatore (Roma) |

|                                 |           |  |
| Brogi 40’ Nitti 70’ Bergamo 81’ | Marcatori |  |

| Arbitro: | Cardona (Milano) |

|                                   |           |                    |
| Moz 5’ Brogi 29’ Nitti 83’ (rig.) | Marcatori | 85’ (rig.) Cinello |

| Arbitro: | Lanese (Messina) |

|                 |           |  |
| Bergamaschi 29’ | Marcatori |  |

| Arbitro: | Pairetto (Torino) |

|           |           |  |
| Nitti 47’ | Marcatori |  |

| Arbitro: | Fabricatore (Roma) |

|              |           |           |
| Pascucci 18’ | Marcatori | 70’ Nitti |

| Modena 21 aprile 1991 30ª giornata | Modena            | 0 – 0 | Ancona | Stadio Alberto Braglia\| Arbitro: \| Frigerio (Milano) \| |
| Arbitro:                           | Frigerio (Milano) |       |        |                                                           |

| Brescia 28 aprile 1991 31ª giornata | Brescia         | 0 – 0 | Modena | Stadio Mario Rigamonti\| Arbitro: \| Bettin (Padova) \| |
| Arbitro:                            | Bettin (Padova) |       |        |                                                         |

| Arbitro: | Rosica (Roma) |

|                                      |           |  |
| Bonaldi 32’ Cappellacci 68’ Bosi 78’ | Marcatori |  |

| Arbitro: | Ceccarini (Livorno) |

|                  |           |                             |
| Bonaldi 41’, 63’ | Marcatori | 27’ D. Pellegrini 39’ Prytz |

| Arbitro: | Cardona (Milano) |

|                            |           |                            |
| Zannoni 55’ Insanguine 81’ | Marcatori | 2’ M. Pellegrini 54’ Nitti |

| Modena 26 maggio 1991 35ª giornata | Modena          | 0 – 0 | Pescara | Stadio Alberto Braglia\| Arbitro: \| Cesari (Genova) \| |
| Arbitro:                           | Cesari (Genova) |       |         |                                                         |

| Arbitro: | Stafoggia (Pesaro) |

|  |           |                  |
|  | Marcatori | 62’ P. Sacchetti |

| Modena 9 giugno 1991 37ª giornata | Modena          | 0 – 0 | Cremonese | Stadio Alberto Braglia\| Arbitro: \| Nicchi (Arezzo) \| |
| Arbitro:                          | Nicchi (Arezzo) |       |           |                                                         |

| Arbitro: | Trentalange (Torino) |

|           |           |                 |
| Balbo 23’ | Marcatori | 6’ P. Sacchetti |

### Coppa Italia

#### Primo turno
| Arbitro: | Quartuccio (Torre Annunziata) |

|                       |           |                                   |
| B. Carbone 63’ (rig.) | Marcatori | 20’ (rig.) Brogi 58’, 60’ Bonaldi |

| Arbitro: | Scaramuzza (Mestre) |

|                  |           |             |
| P. Sacchetti 10’ | Marcatori | 24’ Scienza |

#### Secondo Turno
| Modena 5 settembre 1990 Andata | Modena          | 0 – 0 | Lazio | Stadio Alberto Braglia\| Arbitro: \| Nicchi (Arezzo) \| |
| Arbitro:                       | Nicchi (Arezzo) |       |       |                                                         |

| Arbitro: | Luci (Firenze) |

|          |           |                                 |
| Sosa 40’ | Marcatori | 2’ Bonaldi 59’ Brogi 65’ Sergio |

#### Terzo turno
| Arbitro: | Fabricatore (Roma) |

|                     |           |  |
| Presicci 43’ (aut.) | Marcatori |  |

| Arbitro: | Coppetelli (Tivoli) |

|            |           |                               |
| Zanone 89’ | Marcatori | 44’ F. Poli 73’ Notaristefano |